# Skönviksberget Friluftscentrum
Skönviksberget Friluftscentrum är ett friluftsområde i Timrå kommun. Anläggningen är föreningsdriven, av Timrå SOK och  Sundsvall Biathlon, men sköts sedan hösten 2018 av EQ Kultur. 
På anläggningen finns Medelpads enda skidskytteanläggning. Det finns även ett elljusspår, indelat i olika slingor. Under sommaren  finns det en asfalterad rullskidbana på 2,5 km, flera markerade stigar och en stor gräsplan för spontanidrott. På vintern finns det längdskidspår och en pulkabacke. Det finns ett flertal grillplatser och i klubbstugan finns det en servering.